# Coleophora pseudolinosyris
Coleophora pseudolinosyris is een vlinder uit de familie kokermotten (Coleophoridae). De wetenschappelijke naam is voor het eerst geldig gepubliceerd in 1979 door Kasy.
De soort komt voor in Europa.